# 長者ヶ平遺跡
長者ヶ平遺跡（ちょうじゃがだいらいせき）は、新潟県佐渡市小木にある縄文時代の集落遺跡である。1984年（昭和59年）7月21日、国の史跡に指定された。

## 概要
本遺跡は、佐渡島の小木半島の中央部、標高175メートルの丘陵に所在する。遺跡は丘陵頂部の平坦地にあり、面積は約12,000平方メートル。遺跡地の南と西は崖、東は谷に面している。最初の発掘調査は1966年（昭和41年）から1968年（昭和43年）にかけて実施され、1980年（昭和55年）から1983年（昭和58年）にかけて國學院大學考古学研究室による調査が実施された。縄文時代前期末から断続的に後期初頭まで存続した遺跡である。

## 遺構・遺物
遺構としては竪穴建物跡6軒、配石遺構11ヵ所が検出されている。建物は楕円形平面で、炉は地床炉、埋甕炉、石囲炉などを設ける。
土器は、縄文前期末から中期を経て後期初頭まで、東北、関東、北陸などさまざまな地方の影響を受けたものが出土する。前期末は十三菩提式（関東系）が優越し、朝日下層式（北陸系）、福浦上層式（北陸系）もみられる。中期前葉は北陸系の新保・新崎式のほか、中部高地系の集合沈線文の土器もある。中期中葉は、火焔式土器で著名な馬高式（越後）のほか、関東の加曽利E1式がみられる。中期後葉になると、佐渡特有の藤塚式や東北の大木式がみられ、後期の三宮貝塚式へつながる。
土器のほか、土製品、石器、石製品も多数出土している。土製品は土偶のほか、土製円盤、耳飾、獣面把手などがある。石器・石製品は石皿と磨石が多量に出土しているのが特色である。他に石鏃、石槍、スクレーパーなどの武器・利器、立石、石棒のような呪術的遺物、玦状耳飾り、大珠未成品なども出土している。